# طرخشقون أرمني
طرخشقون أرمني (الاسم العلمي: Taraxacum armeniacum) هو نوع من النباتات يتبع جنس الطرخشقون من الفصيلة النجمية.

## الموئل والانتشار
موطنه القوقاز.